# トルクメニスタン国家宇宙局
トルクメニスタン国家宇宙局(TNSA; トルクメン語: Türkmenistanyň prezidentiň ýanynda Milli kosmos agentligi)は、トルクメニスタンの科学的、商業的な宇宙研究計画を調整する政府の部局。2011年5月31日に設立された。
2011年、トルクメニスタンのグルバングル・ベルディムハメドフの賛同の下、宇宙工業の開発のための国家計画下で新しい機関が立ち上げられた。国内の宇宙関連組織や業務を管理することになっている。本部は国防省を補佐する市民防衛局の中におかれており、将来的には別個に宇宙業務用の建物を建築する予定である。宇宙局設立によって今後宇宙開発が加速される予定である。同局は宇宙開発で得られた成果を経済や通信産業の分野に反映させたいとしている。

## 計画
国産衛星を製作する予定であり、軌道制御や衛星通信の確立のための技術などを研究している。
最初の国産衛星の打ち上げ計画に入札し、打ち上げを行うことになったのはアメリカの民間宇宙企業スペースX社であった。最初の国産衛星の打ち上げは2014年になる予定である。

## 参考
1. ↑  “National Space Agency established under President of Turkmenistan”.   TURKMENISTAN.RU. 2011年10月3日閲覧。
2. ↑  Заседание Кабинета Министров Туркменистана
3. ↑  “トルクメニスタン、国家宇宙局創設へ＝初の通信衛星打ち上げ目指し”. Klug. 2011年10月3日閲覧。
4. ↑  Президент Туркмении распорядился создать Национальное космическое агентство